# Collegio universitario don Nicola Mazza
Il Collegio Universitario Don Nicola Mazza è un Collegio Universitario di Merito con sede legale nelle strutture del Collegio San Marco di Padova, e sedi staccate a Verona e Roma. È inserito fra le quattordici istituzioni universitarie riconosciute come "Ente di alta qualificazione culturale" dal Ministero dell'Istruzione, dell'Università e della Ricerca ed aderisce alla Conferenza dei Collegi Universitari di Merito.
Gli studenti di tutte le residenze del collegio, ad esclusione degli appartamenti Campofiore a Verona, sono selezionati sulla base di un concorso pubblico per titoli ed esami e la loro permanenza presso il collegio è subordinata ad una verifica annuale dei risultati accademici conseguiti.

## Storia

### Il Collegino di Ognissanti
Nel 1839 Nicola Mazza apre una casa universitaria a Padova in Contrada Ognissanti 2477, nei pressi di Porta Portello. Si era manifestata, infatti, la necessità di rispondere alle esigenze di alloggio e di proseguimento degli studi per quegli studenti che avevano completato il percorso formativo a Verona  presso l'Istituto maschile San Carlo e mantenendo l'impostazione e lo spirito dell'opera veronese. Inizialmente nella casa erano alloggiati due studenti e un chierico, per un certo periodo nella figura di Francesco Angeleri, con funzioni di assistente. e veniva chiamato Collegino d'Ognissanti. Ma, nonostante la casa fosse “condotta e diretta da Preti (...) i quali attendono alla sorveglianza e al mantenimento dei (...) giovani”,  sorgono problemi perché gli studenti,  pur raggiungendo ottimi risultati,  sono ancora numericamente pochi e l’ambiente universitario non è pronto ad accogliere gli studenti “poveri di mezzi” ai quali era diretta l'opera di don Mazza. .  Il ‘’Collegino” verrà chiuso nel 1848 per poi essere riaperto nel 1850 e chiuso ancora nel 1859. Fra i più noti ex allievi del Collegino d'Ognissanti vanno ricordati il Beato Giuseppe Tovini, Alessandro Pandian, primo direttore del quotidiano l'Arena di Verona, e Luigi Bonzanini morto nel 1848 nella battaglia di Sorio. Nel 1894, spinto dalla necessità di trovare alloggio a Padova al figlio Livio iscritto all'Università, Giuseppe Tovini sosterrà l'apertura di un nuovo collegio in Via Ognissanti da parte dei padri Gesuiti. Esso verrà trasferito nei pressi dell'Orto Botanico nel 1906 diventando il Collegio Antonianum.

### Pietas et Scientia
Al termine della Seconda Guerra mondiale il sacerdote veronese don Giuseppe Tosi (1918-1975), frequentando gli incontri culturali che si tenevano presso il centro culturale di Sant'Anastasia di Verona, ha l'opportunità di incontrare alcuni ex allievi dell'Istituto don Mazza e nasce in lui il desiderio di rinnovare quell’esperienza del collegio di via Ognissanti a Padova conclusasi quasi un secolo prima.. Per realizzare questo suo sogno, don Tosi coinvolge quattro ex allievi che, impegnandosi personalmente, fondano la società Pietas et Scientia  e acquistano a Padova in via Umberto 10, il palazzo dei conti Arrigoni degli Oddi che viene messo a disposizione per ricostituire il Collegio. Per interessamento del Ministro dell'Istruzione Guido Gonella la società Pietas et Scientia, emanazione dell'Istituto San Carlo, diviene un nuovo Ente universitario legalmente riconosciuto dal Ministero.

### Il Collegio San Marco
Presto la sede di via Umberto si rivela troppo piccola e don Tosi identifica le strutture del Collegio San Marco di via Savonarola come possibile nuova sede del progetto mazziano. Il complesso era stato in tempi più recenti una caserma degli Alpini e, pertanto, aveva subito gravi danni durante la guerra. Esso comprendeva, oltre all'edificio affacciato su via Savonarola, la chiesa di Chiesa di Sant'Antonio di Vienna e il terreno annesso. L'intera proprietà viene divisa in due parti e quella assegnata al Ministero dei Beni culturali diviene sede del collegio. Nel 1953 il Ministero assegna, in comodato gratuito all'Istituto don Mazza di Verona e per una durata di 29 anni, il Collegio San Marco con la finalità di realizzare un Collegio universitario. Il 29 ottobre del 1954 il Collegio universitario don Nicola Mazza viene eretto a Ente di Cultura e Assistenza sotto la vigilanza del Ministero della Pubblica Istruzione. Nel 1962, in ottemperanza della Legge 1073 la concessione diviene perpetua e gratuita. Il complesso viene ristrutturato dalla Soprintendenza ai Monumenti di Venezia mentre l'interno dell’edificio storico è ricostruito con gli stanziamenti finanziari del Genio Civile. 
Gradualmente gli studenti si trasferiscono al suo interno a partire da luglio 1955. L'inaugurazione ufficiale avverrà l'8 aprile 1958 alla presenza del Patriarca di Venezia cardinale Urbani e del Ministro della Pubblica Istruzione Luigi Gui. Nel 1986, attraverso un acquisto autorizzato dal Ministero dell'Istruzione e sancito da un Decreto del Presidente della Repubblica, le strutture del Collegio San Marco divennero di proprietà dell'ente collegiale mazziano.

### L'espansione a Verona e Roma
Nel 1965, in concomitanza con lo sviluppo delle prime attività di quella che diventerà l'Università degli Studi di Verona, viene aperta in Verona una sede staccata del Collegio. Contestualmente, Don Tosi propone alla Pia Società Don Nicola Mazza di valutare la possibilità di costruire nuovi spazi per il collegio padovano all'Arcella, visto che "il S.Marco non basta certamente per i più che 350 studenti universitari che lo abitano e lo invadono da ogni parte". Tuttavia, il capitolo della Pia Società ritiene di non portare avanti il progetto al fine di privilegiare la "qualità rispetto alla quantità".
Nel 1989 viene aperta una sede staccata del collegio a Roma intitolata a Giuseppe Tovini.
Nel 1997 le strutture del collegio a Padova vengono affiancate da una residenza femminile, intitolata ad Isabella Scopoli. La residenza viene collocata in Via Belzoni, a poca distanza dal luogo in cui aveva sede il Collegino d'Ognissanti. 
A seguito del trasferimento della residenza Scopoli in un nuovo edificio a poca distanza della sede storica del Collegio San Marco avvenuta nel 2012, nel 2016 le strutture di via Belzoni diventano la sede della residenza JobCampus. La nuova residenza, riservata agli studenti di laurea magistrale o che hanno intrapreso il terzo anno del percorso triennale, è caratterizzata da un'attenzione particolare al mondo delle imprese e dell'innovazione.

## Sedi
La sede storica e legale del collegio si trova nelle strutture del Collegio San Marco a Padova, a cui l'ente mazziano fa riferimento come Residenza Giuseppe Tosi. Tale struttura sorge, insieme alla vicina Residenza Isabella Scopoli con cui condivide spazi e attività, all'interno delle mura venete di Padova nella borgata storica dei Savonarola.
A Padova, nei pressi di Porta Portello, si trova anche la Residenza JobCampus dedicata agli studenti magistrali.
A Verona si trovano la residenza maschile Ferrari Dalle Spade e la residenza femminile Regina Gentilin, destinate agli studenti dell'Università di Verona. Inoltre il collegio gestisce a Verona anche alcuni appartamenti in via Campofiore, al di fuori del sistema dei collegi universitari di merito.
A Roma si trova la Residenza Giuseppe Tovini che in seguito ad un accordo con l'Università Libera università internazionale degli studi sociali Guido Carli accoglie solo gli studenti iscritti a tale ateneo.

## Organi di governo
Il Collegio è guidato da un consiglio di amministrazione a durata triennale. Esso è composto a titolo di consiglieri dal Direttore generale del Collegio, da un delegato del MIUR, un delegato del Rettore dell'università di Padova ed un delegato dell'Ordinario diocesano di Padova affiancati da due rappresentanti degli studenti di cui solo uno è dotato di diritto di voto. Esso è guidato da un Presidente designato dal Superiore generale della Pia Società di Don Nicola Mazza e da un Segretario Generale eletto dal consiglio stesso.
Il collegio è dotato di un comitato scientifico formato da docenti universitari che assistono e supervisionano l'organizzazione delle attività accademiche del collegio oltre che operare la verifica annuale dei risultati accademici degli studenti. 
Ciascuna sede è retta da un direttore assistito da un assistente di direzione e alcuni segretari. Ciascun direttore è affiancato dall'assemblea degli studenti di ciascuna residenza, guidata da un consiglio eletto. Le direzioni delle diverse residenze vengono coordinate dal già nominato Direttore Generale.

## Controversie
Nel 2010 un'indagine di Report ha accusato Giuliano Zoso, allora presidente della sede romana del Mazza, di una gestione preferenziale verso gli studenti della Libera università internazionale degli studi sociali Guido Carli (Luiss) e presunto riciclaggio di denaro.
Nel 2016 la Residenza Don Tosi di Padova è stato al centro della cronaca locale per un episodio di nonnismo, reso noto dalla madre di un ex studente, nel quale uno studente del primo anno è stato frustato durante una festa tradizionale. Negli stessi giorni, un altro ex studente ha denunciato episodi simili avvenuti anche negli anni precedenti, mettendo in luce il fatto che la direzione del collegio sarebbe stata a conoscenza di queste pratiche, ma che nulla sarebbe stato fatto per porre fine agli episodi. A seguito degli eventi, la direzione del collegio ha rilasciato un comunicato spiegando il contesto in cui si erano svolti i fatti e indicando come responsabile dell'azione un esterno, prontamente allontanato dagli studenti. Inoltre, con una lettera inviata ai giornali, l'assemblea degli studenti ha reagito all'immagine negativa proposta dai media, insistendo sulla rarità di questo tipo di episodi, descrivendo le opportunità di crescita offerte secondo loro dall'istituzione e parlando della "fraternità, dell’aiuto reciproco e della condivisione di tutti i momenti, anche di quelli goliardici" vissuti, nella loro esperienza, nel collegio.